# Diego López (Fußballspieler, 1981)
Diego López Rodríguez (* 3. November 1981 in Paradela, Provinz Lugo) ist ein ehemaliger spanischer Fußballtorwart. Zuletzt stand er bis Sommer 2023 bei Rayo Vallecano unter Vertrag.

## Karriere

### Verein
Nach fünf Jahren in der Jugend des CD Lugo – erst mit 13 Jahren hatte er das Fußballspielen begonnen – rückte López in der Saison 1999/2000 im Alter von 18 Jahren in die erste Mannschaft des Drittligisten auf und bestritt zwei Partien in der Segunda División B. Von Scouts entdeckt wechselte er zur Saison 2000/01 in die dritte Mannschaft von Real Madrid, die in der viertklassigen Tercera División antrat. Die darauffolgende Spielzeit verbrachte er auf Leihbasis wieder in der dritten Liga bei AD Alcorcón. Dort kam er jedoch zu keinem Einsatz, so dass er im Anschluss wieder zu Real Madrid C zurückkehrte. Dort verbrachte er eine weitere Spielzeit, ehe er 2003 eine Stufe höher in die zweite Mannschaft des Vereins, Real Madrid Castilla (damals noch offiziell Real Madrid B), aufrückte. Nach einer Spielzeit als Ersatztorwart wurde López in seinem zweiten Jahr Stammtorhüter der Castilla und stieg mit der Mannschaft 2005 in die Segunda División auf.
Anschließend war er ab 2005 Ersatztorhüter der ersten Mannschaft des Vereins. Bei einer 1:2-Niederlage in der Champions League gegen Olympiakos Piräus kam López zum ersten Mal für Real Madrid zum Einsatz. Seine ersten Spiele in der Primera División konnte er gegen Ende der Spielzeit 2005/06 verbuchen, als er den nach einem Platzverweis gesperrten Iker Casillas vertrat. Nach zwei Jahren im Kader der ersten Mannschaft, bei der er in der Meisterschaft und Champions League stets im Schatten von Casillas stand, jedoch die Pokalspiele bestreiten durfte und in diesen stets gute Leistungen gezeigt hatte, wechselte Diego López nach dem Gewinn der spanischen Meisterschaft im Sommer 2007 zum FC Villarreal.
In Villarreal etablierte sich López schnell als Stammtorhüter und bestritt in den folgenden fünf Jahren 171 Spiele in der Primera División. Dabei qualifizierte er sich mit seinem Verein mehrfach für die Europa League und Champions League. Nach dem überraschenden Abstieg des Vereins in der Saison 2011/12 wechselte López für 3,5 Millionen Euro zum FC Sevilla und unterschrieb bei den Andalusiern einen Fünfjahresvertrag.
Am 25. Januar 2013 kehrte López nach nur einem halben Jahr in Sevilla für knapp vier Millionen Euro zu seinem Jugendverein Real Madrid zurück und unterschrieb einen Vierjahresvertrag. Mit der Verpflichtung reagierten die Königlichen auf den Ausfall ihres Torhüters Iker Casillas, der sich kurz zuvor in einem Pokalspiel einen Mittelhandknochen gebrochen hatte. López etablierte sich in Casillas’ Abwesenheit als Nummer eins im Tor und löste den mehrfachen Welttorhüter und langjährigen Kapitän der Madrilenen nicht nur unter Trainer José Mourinho, sondern auch dessen Nachfolger Carlo Ancelotti als Stammtorhüter ab. Lediglich in Pokalspielen und der Champions League kam Casillas in der Spielzeit 2013/14 wieder zum Einsatz. Die beiden Titelgewinne seiner Mannschaft in der Copa del Rey und der Champions League erlebte López damit von der Ersatzbank.
Zu Beginn der Saison 2014/15 stellte Ancelotti klar, dass es eine solche Rotation nicht mehr geben werde. Am 5. August 2014 verpflichtete Real Madrid mit Keylor Navas den dritten namhaften Torhüter. López wechselte daraufhin in die italienische Serie A zur AC Mailand. Er unterschrieb einen Vierjahresvertrag bis zum 30. Juni 2018.
2016 wechselte López zunächst auf einjähriger Leihbasis und anschließend ablösefrei zu Espanyol Barcelona. Seit der Spielzeit 2022/23 steht er bei Rayo Vallecano unter Vertrag.
Nachdem sein Vertrag bei Rayo Vallecano im Sommer 2023 ausgelaufen war, beendete er Ende Dezember 2023 seine Profikarriere.

### Nationalmannschaft
Für die galicische Fußballauswahl hat er 2005 gegen Uruguay und 2006 gegen Ecuador gespielt. Am 20. März 2009 wurde er erstmals in den Kader der spanischen Nationalmannschaft berufen und am 12. August desselben Jahres feierte Diego López bei einem Freundschaftsspiel gegen Mazedonien schließlich sein Debüt. Er nahm am folgenden Konföderationen-Pokal 2009 teil, bei dem Spanien den dritten Platz belegte.

## Titel und Auszeichnungen
- UEFA Champions League: 2014
- Spanische Meisterschaft: 2007
- Spanischer Pokal: 2014
- Konföderationen-Pokal: Dritter Platz 2009
- Spieler des Monats der Primera División: November 2016